# Génération grandiose
La génération grandiose est une appellation désignant les personnes nées aux États-Unis entre 1905 et 1925 elle succède à la génération perdue et elle précède la génération silencieuse (1930-1945).
Cette expression a été forgée par le journaliste Tom Brokaw pour décrire la génération ayant grandi durant la Grande Dépression aux États-Unis, puis qui a combattu durant la Seconde Guerre mondiale, ainsi que ceux qui ont fourni une contribution matérielle décisive à l'effort de guerre par leur productivité.